# Uničov
Uničov (Hanna-dialect: Hončov, Duits: Mährisch Neustadt) is een Moravische stad in de Tsjechische regio Olomouc, en maakt deel uit van het district Olomouc. Uničov telt 11.122 inwoners (2023). Naast de plaats Uničov zelf liggen ook Benkov, Brníčko, Dětřichov, Dolní Sukolom, Horní Sukolom, Nová Dědina, Renoty en Střelice binnen de grenzen van de stad. Binnen de gemeentegrenzen liggen twee stations, het station Uničov en de spoorweghalte Uničov zastávka aan de spoorlijn van Olomouc naar Šumperk. Bij Uničov loopt de noordelijke grens van de streek Hanna.

## Geschiedenis
- 1213 – De stad wordt gesticht door de markgraaf van Moravië Wladislaus Hendrik van Bohemen.
- 1938-1945 – Uničov viel als onderdeel van Sudetenland direct onder Nazi-Duits gezag.
- 1964 – De gemeente Brníčko wordt door de stad Uničov geannexeerd.
- 1971 – De gemeente Dolní Sukolom wordt door de stad Uničov geannexeerd.
- 1974 – De gemeenten Horní Sukolom, Nová Dědina en Želechovice worden door de stad Uničov geannexeerd.
- 1976 – De gemeenten Dětřichov, Renoty en Střelice (inclusief het dorp Benkov) worden door de stad Uničov geannexeerd.
- 1990 – Želechovice scheidt zich af van Uničov en wordt opnieuw een zelfstandige gemeente.[1]

## Aanliggende gemeenten
| Aangrenzende gemeenten | Aangrenzende gemeenten | Aangrenzende gemeenten | Aangrenzende gemeenten | Aangrenzende gemeenten |
| ---------------------- | ---------------------- | ---------------------- | ---------------------- | ---------------------- |
| Troubelice             |                        | Šumvald                |                        | Dlouhá Loučka          |
|                        |                        |                        |                        |                        |
| Medlov                 | Újezd, Želechovice     |                        |                        |                        |
|                        |                        |                        |                        |                        |
| Červenka               |                        | Litovel                |                        | Pňovice                |